# Walden (Colorado)
Walden è un centro abitato (town) degli Stati Uniti d'America, capoluogo di contea della Contea di Jackson dello Stato del Colorado. Nel censimento del 2000 la popolazione era di 734 abitanti.

## Geografia fisica
Secondo i rilevamenti dell'United States Census Bureau, Walden si estende su una superficie di 0,9 km².